# كريستيان باير
كريستيان باير (بالألمانية: Christian Beyer)‏ هو مترجم وسياسي ألماني، ولد في 1482 في ألمانيا، وتوفي في 21 أكتوبر 1535 في فايمار في ألمانيا. انتخب عمدة.